# Titus Flavius Sulpicianus
Titus Flavius Claudius Sulpicianus († 197) war ein Politiker und Senator der römischen Kaiserzeit. Im zweiten Vierkaiserjahr 193 konkurrierte er mit Didius Iulianus um das Amt des römischen Kaisers.
Sulpicianus wurde in der ersten Hälfte des 2. Jahrhunderts in Hierapytna auf der Insel Kreta geboren. Da ein namentlich nicht bekannter Verwandter des jungen Sulpicianus bereits eine römische Magistratur innegehabt hatte, konnte dieser die senatorische Ämterlaufbahn (den cursus honorum) beschreiten. Zu Beginn der 170er Jahre wurde er Mitglied des angesehenen Priesterkollegiums der Arvalbrüder. Einige Jahre später – das genaue Jahr ist nicht bekannt – war Sulpicianus Suffektkonsul. Unter Kaiser Commodus (180–192) verwaltete er als Prokonsul die Provinz Asia. Seine Tochter Flavia Titiana heiratete den erfolgreichen Offizier Publius Helvius Pertinax, der 193 Commodus’ Nachfolger wurde.
Pertinax ernannte seinen Schwiegervater Sulpicianus zum Stadtpräfekten. Mit diesem Schritt konnte er zwar die senatorische Elite beschwichtigen, nicht aber die Prätorianergarde, die auf die Auszahlung des versprochenen Donativs pochte. Bereits am 28. März 193 wurde Pertinax von aufgebrachten Soldaten ermordet. Sulpicianus als nächster erwachsener männlicher Verwandter des toten Kaisers ergriff nun die Initiative und bot jedem Mitglied der Prätorianergarde 20.000 Sesterzen für die Kaiserwürde. Er wurde allerdings von Didius Iulianus überboten, der 25.000 Sesterzen zahlte und schließlich als „Auktionskaiser“ in den Palast einzog. Vielleicht fürchteten die Gardisten auch einen Racheakt des Sulpicianus. Viele Unterstützer des Pertinax lehnten dieses unwürdige Spektakel jedoch ab, drei von ihnen erhoben bald darauf sogar selbst Anspruch auf die Kaiserwürde: Septimius Severus, Pescennius Niger und Clodius Albinus. Severus gewann schließlich die Oberhand und besiegte seine Rivalen. Sulpicianus, der wohl Clodius Albinus unterstützt hatte, wurde 197 hingerichtet.